# Föreningen Heros
Föreningen Heros eller Svenska allmänna understödsföreningen Heros är en arbetarförsäkringsförening och arbetsförmedling som bildades den 1 september 1905 i Stockholm och upplöstes 1907.
Organisationen bildades under verkstadskonflikten, och på det konstituerande sammanträdet deltog medlemmar av Verkstadsföreningen och Sveriges verkstadsförening. Initiativet kom från Separator. Syftet var att verka för Verkstadsföreningens intressen, vari Separator var medlem; en av de drivande var överingenjör E.A. Forsberg.
Heros skulle också understödja icke-socialistiska arbetare vid strejk och förmedla vissa livförsäkringar. Organisationen skulle fungera som en front mot socialismen. Heros skulle gynna de oorganiserade arbetarna och Sveriges verkstadsförening genom att utgöra en gallrande funktion i sin platsanskaffning till socialistiska arbetares nackdel.
Verkstadsföreningen stödde Heros ekonomiskt.